# Kraj Ohio

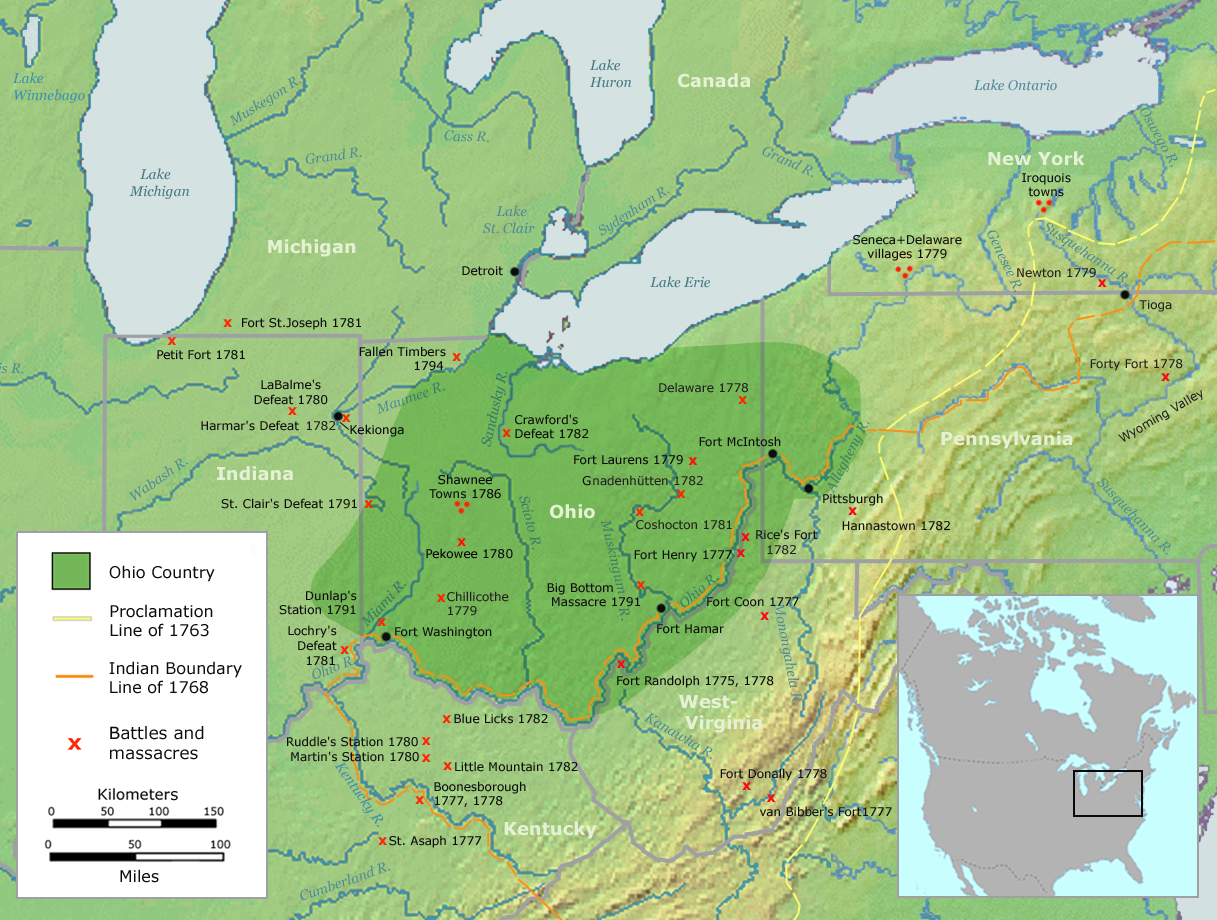
Mapa Kraju z zaznaczonymi miejscami bitew

Kraj Ohio (czasami także Terytorium Ohio) to nazwa używana w XVIII-wiecznej Ameryce w odniesieniu do ziem położonych pomiędzy Appalachami, rzeką Ohio i Jeziorem Erie. Jedno z pierwszych pograniczy w Stanach Zjednoczonych, obszar obejmujący niemal cały dzisiejszy stan Ohio, wschodnie partie stanu Indiana, zachodnią Pensylwanię i północno-zachodnią Wirginię Zachodnią. Kwestia zasiedlenia tego regionu jest przez historyków uważana za główną przyczynę wybuchu wojny z Francuzami i Indianami.

## Historia

### Epoka kolonialna
W XVII wieku ziemie na północ od rzeki Ohio zamieszkowali mówiący po algonkińsku Szaunisi. Około roku 1660, w czasie trwania konfliktu znanego jako wojny bobrowe, kontrolę nad Krajem Ohio przejęli Irokezi wypierając Szaunisów, a także podbijając i wchłaniając niewielki szczep Erie. Przez całe dziesięciolecia Kraj Ohio pozostawał w większości niezamieszkany, używany przez Irokezów jako tereny łowne.
W latach dwudziestych XVIII wieku do Kraju Ohio zaczęły migrować coraz liczniejsze grupy Indian. W 1724 r. Delawarowie założyli wioskę Kittanning nad brzegami rzeki Allegheny w zachodniej Pensylwanii. Delawarowie musieli migrować z powodu rosnącej liczby białych osadników zasiedlających wschodnią Pensylwanię. Z nimi przybyli ci Szaunisi, którzy mieszkali na wschodzie. Inne grupy rozproszonego przez Irokezów plemienia Szaunisów również zaczęły wracać do Kraju Ohio. Zjawili się Senekowie i inne plemiona irokeskie, które musiały uchodzić z ziem na południe od jeziora Ontario, gdzie toczyła się zaciekła rywalizacja brytyjsko-francuska.

### Wojna siedmioletnia
Wraz z przybyciem Europejczyków do praw do regionu zaczęły przyznawać się zarówno Zjednoczone Królestwo jak i Francja; obie strony zaczęły natychmiast uprawiać handel z Indianami. Za właścicieli uważali się też Irokezi, którzy kraj podbili. Rywalizacja pomiędzy dwoma państwami europejskimi, Irokezami, plemionami z Ohio odegrała ważną rolę podczas wojny w latach pięćdziesiątych XVIII wieku. Pozostając początkowo neutralni, Indianie z Ohio opowiedzieli się ostatecznie za Francuzami. Wyposażeni i dozbrojeni przez Francuzów jęli przeprowadzać brutalne rajdy tzw. „Ścieżką Kittanning” na osady brytyjskie na wschód od Alleghenów. Po jednym z takich rajdów, w wyniku którego latem 1756 roku zniszczeniu uległ Fort Granville, gubernator John Penn kazał podpułkownikowi Johnowi Armstrongowi spalić wioski Szaunisów na zachód od gór. 
Wojna zakończyła się przegraną Francuzów i ich sprzymierzeńców. Pokój paryski z roku 1763 oddawał cały region Ohio we władanie Brytyjczyków, przy czym poszczególne kolonie rościły pretensje do poszczególnych jego części.
Jerzy III w swej królewskiej proklamacji umieścił Kraj Ohio w ogromnej „indiańskiej rezerwie” obejmującym wielkie obszary od Appalachów po rzekę Missisipi i od Florydy po Nową Fundlandię. Dotychczasowi biali mieszkańcy tych ziem (w większości Francuzi) mieli je opuścić lub uzyskać specjalne pozwolenie na pozostanie.

### Amerykańska rewolucja
Mimo że tereny te zostały oficjalnie zaanektowane przez Wielką Brytanię, pozostały zamknięte dla białych osadników na mocy proklamacji, która odzwierciedlała brytyjskie nadzieje na nawiązanie przyjaznych stosunków z Szaunisami i innymi plemionami zamieszkującymi cały region. Proklamacja dała ponadto jasno do zrozumienia, że Korona nie uznaje roszczeń poszczególnych kolonii do całości lub części terytorium. 22 czerwca 1774 parlament przegłosował tzw. ustawę o Quebecu, na mocy której cały obszar włączono do prowincji Quebecu (późniejszej Kanady). Ustawa została w koloniach amerykańskich uznana za jedną z ustaw nie do przyjęcia, prowadzących do wybuchu rewolucji.
Wbrew postanowieniom Korony coraz więcej awanturników z Wirginii i Pensylwanii przekraczało pasmo Alleghenów, wchodząc w konflikt z Szaunisami. Szaunisi nazywali osadników „Długimi Nożami”, a zagrożenie z ich strony spowodowało, że Szaunisi, podobnie jak inne plemiona Ohio, opowiedzieli się po stronie Brytyjczyków podczas amerykańskiej wojny rewolucyjnej.
Amerykanie usilnie dążyli do objęcia tych terenów kontrolą. W roku 1778, po zwycięstwach generała George’a Rogersa Clarka, legislatura Wirginii utworzyła pierwszy cywilny rząd, nazywając obszar hrabstwem Illinois i obejmując tą nazwą wszystkie ziemie na zachód od rzeki Ohio, do jakich Wirginia rościła pretensje. Momentem, w którym wydawało się, że Indianie będą w stanie odzyskać swe ziemie był rok 1782, kiedy, po spotkaniu wodzów konfederacji plemion z Brytyjczykami we wsi Chalawgatha nad brzegiem Little Miami River, doszło do spektakularnego zwycięstwa nad Amerykanami w bitwie pod Blue Licks.
W 1783 roku, po zawarciu pokoju wersalskiego, obszar został ostatecznie inkorporowany przez Stany Zjednoczone i natychmiast otwarty dla legalnego zasiedlania. Kraj Ohio stał się najbardziej pożądanym miejscem dla osadnictwa, szczególnie w środowiskach weteranów wojny rewolucyjnej.
Zawarto z Indianami kilka traktatów, które regulowały przebieg granic pomiędzy ziemiami osadników a terenemi plemiennymi. Jednak niektóre plemiona, jak na przykład Szaunisi, nie chciały dopuścić do zaboru ich ziem, co doprowadziło do wybuchu wojny z Indianami Północnego Zachodu, która trwała po rok 1795.
Do roku 1800 większość Szaunisów scedowała swe tereny Stanom Zjednoczonym w zamian za terytoria w Missouri. Ostatni zryw przeciw białym osadnikom w Kraju Ohio miał miejsce podczas wojny roku 1812, kiedy to Tecumseh podjął próbę przeciwstawienia się białym. Do 1817 roku Szaunisi, tak jak inne mówiące po algonkińsku plemiona regionu, musieli oddać swe ziemie Stanom Zjednoczonym.

### Roszczenia stanów
Od samego początku istnienia Stanów Zjednoczonych ziemie te były postrzegane jako doskonale nadające się do zasiedlenia i stały się przedmiotem roszczeń kilku wschodnich stanów. Owe roszczenia były efektem ekspansywnej polityki poszczególnych kolonii. I tak:
- Wirginia, opierając się na statutach Kolonii Wirginia, rościła prawa do całego obszaru
- Nowy Jork tak samo
- Connecticut żądało dla siebie pasa ziemi w północnej części Kraju Ohio na przedłużeniu północnej i południowej granicy byłej kolonii.

### Rozporządzenie Północno-Zachodnie
W roku 1784 ziemie te stały się częścią tzw. „Trans-Appalachian region”, z którego Thomas Jefferson proponował wykroić nowe przyszłe stany i włączyć je do Unii. Jefferson domagał się, by wschodnie stany odstąpiły od swych roszczeń. Najtrudniejszą i wzbudzającą najwięcej emocji była odpowiedź na pytanie, czy tereny te mają być otwarte dla niewolnictwa.
W 1787, wraz z przegłosowaniem w Kongresie Rozporządzenia Północno-Zachodniego, ustalono ostatecznie granice terytorium. Wirginia otrzymała ziemie na południe od Ohio, a Pensylwania tereny u źródeł Ohio. Pozostałe tereny, na zachód od granicy Pensylwanii i na północ od rzeki Ohio, stały się częścią nowo utworzonego Terytorium Północno-Zachodniego, pierwszego zorganizowanego terytorium w Stanach Zjednoczonych, z cywilnym rządem podległym bezpośrednio Kongresowi. Miejscowość Marietta była pierwszą stałą osadą na terenie Terytorium.
Rozporządzenie zakazywało niewolnictwa na obszarze terytorium i przyjmowało propozycję Jeffersona, by w przyszłości terytorium zostało przekształcone w stan lub stany. 19 lutego 1803 roku stan Ohio, został przyjęty do Unii, a swe święto obchodzi 1 marca, w rocznicę pierwszego posiedzenia legislatury stanowej.